# Recepční zákony (1993)
V souvislosti se zánikem České a Slovenské Federativní
Republiky přijala Česká národní rada dva ústavní zákony
- a) ústavní zákon ze dne 15. prosince 1992 č. 4/1993 Sb., o opatřeních souvisejících se zánikem České a Slovenské Federativní Republiky,
- b) ústavní zákon ze dne 22. prosince 1992 č. 29/1993 Sb., o dalších opatřeních souvisejících zánikem České a Slovenské Federativní Republiky.

## Ústavní zákon o opatřeních souvisejících se zánikem České a Slovenské Federativní Republiky
Ústavním zákon stanoví převzetí československého právního řádu. V souvislosti se zánikem československé federace přenášel působnost zaniklých (ke dni 31. prosince 1992) státních orgánů České a Slovenské Federativní Republiky na Českou republiku (její orgány)
Ústavním zákonem byla přenesena
- a) působnost federální vlády a ministerstev na vládu České republiky (současně zřízení nových ústředních úřadů – ministerstev a jiných orgánů)
- b) působnost Federálního shromáždění na Českou národní radu
- c) působnost Nejvyššího soudu na Nejvyšší soud České republiky,
- d) působnost federálních soudů na soudy České republiky (zřízení vojenských soudů České republiky)

Česká republika převzala závazky mezinárodního práva, jimiž byla vázána Česká a Slovenská Federativní Republika.
Účinnost ústavního zákona je stanovena od 31. prosince 1992.